# カモ (アルメニア)
座標: 北緯40度49分41秒 東経43度56分54秒 / 北緯40.82806度 東経43.94833度
カモ（アルメニア語: Կամո、Kamo）、旧名ガジ・ナザール (Gadzhi Nazar) は、アルメニアのシラク地方にある村。この村の名は、シモン・テル＝ペトロシャン（1882年 - 1922年）の偽名「カモ」に由来する。

## 人口
人口の推移は以下の通り。
| 年   | 1831 | 1897 | 1926 | 1939 | 1959 | 1970 | 1979 | 2001 | 2004 |
| 人口 | 414  | 1422 | 1290 | 1489 | 1334 | 1375 | 1283 | 1519 | 1519 |